# 암태도소작인 항쟁기념탑
암태도소작인 항쟁기념탑은 전라남도 신안군 암태면 단고리에 있다. 2000년 1월 31일 신안군의 향토유적 제30호로 지정되었다.

## 개요
일제강점기 전국적인 농민운동의 도화선이 된 암태도 소작쟁의는 서태석과 박복영을 중심으로 1923년 8월부터 1924년 8월까지 치열하게 전개됐다.
{빈 문단}}